# ウィントフック
ウィントフック（アフリカーンス語: Windhoek）は、ナミビアの首都。ドイツ語読みのヴィントフック (Windhuk) と表記されることもある。ナマ語ではǀAiǁgams、ヘレロ語ではOtjomuiseという。

## 概要
同国のほぼ中央に位置し、標高1655メートルの高地に存在する。
1885年にドイツ帝国軍がこの地域を占領し、1892年よりドイツ領南西アフリカの首都となった。ナミビアの商業、工業の中心地である。市街は小さく、周囲は砂漠に囲まれており、降水量は少ない。教会や図書館、美術館などが整備され、中世ドイツ風の建物が現存し、清潔できれいな街並みとなっている。ショッピングモールがいくつか建っている。
都市名「ウィントフック」は、アフリカーンス語で風の曲がり角（アフリカーンス語: Wind Hoek、英語: windy corner）を意味する。

## 歴史

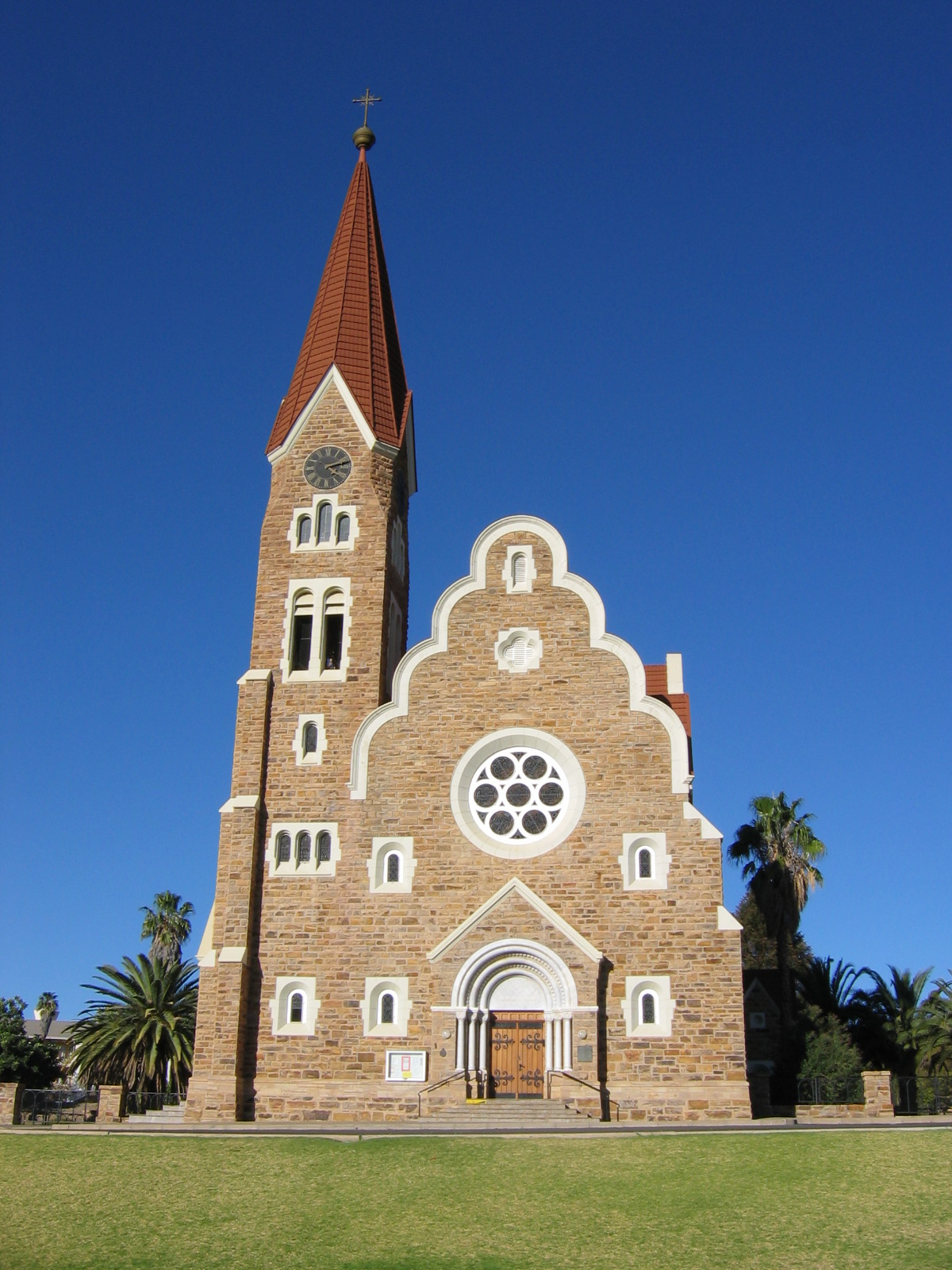
街のシンボルのキリスト教会

1976年、まだSWAPOの影響が及んでいない当時の人口は約65000人。市内ではドイツ語の新聞が発行される、ドイツ料理店が多くみられるなど、建物以外でも植民地時代の影響が残っていた。

## 地理
平均標高1,657メートルの高地に位置する高原都市である。北部以外は山に囲まれる。1つの行政区分の市の面積では、天津、イスタンブールについで世界第3位の広さとなっている。

### 人種・言語
人口は322,500人（2012年）で、そのうち67%が黒人、16%が白人。住民の過半はバントゥー系民族であるが、同国人口のおよそ6%を占めるドイツ系住民もいる。言語は政府機関などの公式な場、標識、ビジネス、文書などでは公用語である英語のみが使用されるものの、実際の人々の日常会話にはアフリカーンス語が共通語として最も広く使われている。1995年の統計によると、市民の25%は家庭でアフリカーンス語を使用している。また、ドイツ語も広く通用する。

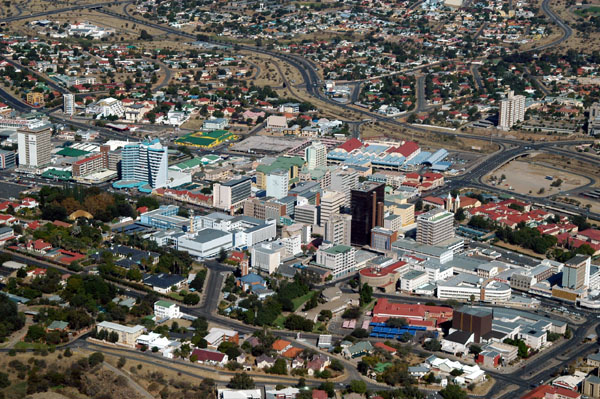
中心街

### 気候
ケッペンの気候区分ではステップ気候 (BSh) に属する半乾燥気候で、最高気温は6月・7月が20 ℃、9月から4月が25-30 ℃である。降水量は6-8月はゼロ、1-3月が月間70mmを超える。年間で360mmと非常に少ない。標高1700mに位置するために年間通して温暖な気候であり、特に夏でも朝晩は涼しい。

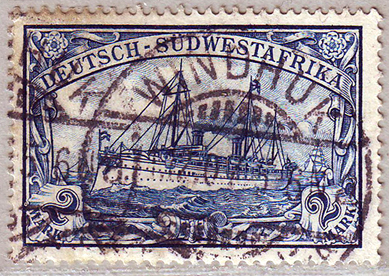
ドイツ南西アフリカの切手。消印に Windhuk とある

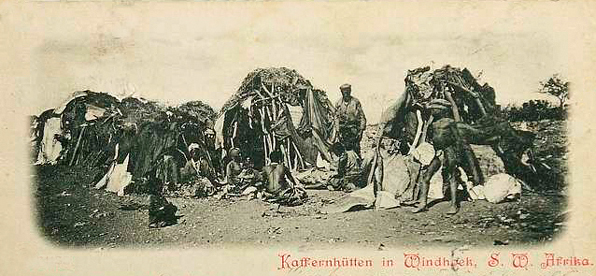
19世紀末のウィントフック

| ウィントフックの気候 | ウィントフックの気候 | ウィントフックの気候 | ウィントフックの気候 | ウィントフックの気候 | ウィントフックの気候 | ウィントフックの気候 | ウィントフックの気候 | ウィントフックの気候 | ウィントフックの気候 | ウィントフックの気候 | ウィントフックの気候 | ウィントフックの気候 | ウィントフックの気候 |
| 月 | 1月                  | 2月                  | 3月                  | 4月                  | 5月                  | 6月                  | 7月                  | 8月                  | 9月                  | 10月                 | 11月                 | 12月                 | 年                   |
| --- | -------------------- | -------------------- | -------------------- | -------------------- | -------------------- | -------------------- | -------------------- | -------------------- | -------------------- | -------------------- | -------------------- | -------------------- | -------------------- |
| 最高気温記録 °C （°F） | 36 (97)              | 34 (93)              | 34 (93)              | 31 (88)              | 32 (90)              | 26 (79)              | 25 (77)              | 29 (84)              | 33 (91)              | 34 (93)              | 36 (97)              | 36 (97)              | 36 (97)              |
| 平均最高気温 °C （°F） | 30.5 (86.9)          | 29.1 (84.4)          | 27.8 (82)            | 26.2 (79.2)          | 23.7 (74.7)          | 21.0 (69.8)          | 21.3 (70.3)          | 23.9 (75)            | 27.6 (81.7)          | 29.7 (85.5)          | 30.4 (86.7)          | 31.6 (88.9)          | 26.9 (80.43)         |
| 平均最低気温 °C （°F） | 17.8 (64)            | 17.2 (63)            | 16.1 (61)            | 13.2 (55.8)          | 10 (50)              | 7.1 (44.8)           | 7.0 (44.6)           | 9.0 (48.2)           | 12.6 (54.7)          | 15.0 (59)            | 16.2 (61.2)          | 17.3 (63.1)          | 13.21 (55.78)        |
| 最低気温記録 °C （°F） | 9 (48)               | 7 (45)               | 4 (39)               | 2 (36)               | −2 (28)              | −3 (27)              | −3 (27)              | −4 (25)              | −1 (30)              | 2 (36)               | 1 (34)               | 3 (37)               | −4 (25)              |
| 降水量 mm （inch） | 91.3 (3.594)         | 87.0 (3.425)         | 69.5 (2.736)         | 32.3 (1.272)         | 6.2 (0.244)          | 1.2 (0.047)          | 0.4 (0.016)          | 0.8 (0.031)          | 3.8 (0.15)           | 11.4 (0.449)         | 25.7 (1.012)         | 33.2 (1.307)         | 362.8 (14.283)       |
| % 湿度 | 45                   | 53                   | 58                   | 54                   | 45                   | 43                   | 38                   | 30                   | 26                   | 28                   | 31                   | 36                   | 40.6                 |
| 出典1：BBC Weather |                      |                      |                      |                      |                      |                      |                      |                      |                      |                      |                      |                      |                      |
| 出典2：Ministry of Works and Transport (Meteorological Service Division) “Ministry of Works & Transport: Tabulation of Climate Statistics for Selected Stations in Namibia” (2012年). 2012年3月25日閲覧。 |                      |                      |                      |                      |                      |                      |                      |                      |                      |                      |                      |                      |                      |

## 交通

### 道路
- 国道B1号 (ナミビア) - ナミビア国内を南北に縦断している幹線道路。
- 国道B6号 (ナミビア) - ウィントフック市内から東のゴバビス方面に抜ける幹線道路。
- インディペンデンス・アベニュー - 市内を南北に走る目抜き通り。

### 鉄道
トランスナミブ鉄道により、ウィンドフック駅からオカハンジャ、ゴバビスなどの国内線のほか、南アフリカとも結ばれている。

### 空港
- ウィンドフック・ホセア・クタコ国際空港
- エロス空港（en:Eros Airport）

## 教育

### 大学
- ナミビア大学
- ナミビア工科大学
- 国際経営大学

## 姉妹都市及び友好都市
- ヴェッツラー（ドイツ）
- トロッシンゲン（ドイツ、2000年10月3日から）
- ベルリン（ドイツ、2000年4月18日から）
- ブレーメン（ドイツ、2000年4月18日から）
- アボッツフォード（カナダ）
- ドゥアラ（カメルーン、2000年8月31日から）
- ドラケンスタイン（南アフリカ共和国、2012年5月9日から）
- ヨハネスブルク（南アフリカ共和国）
- ハボローネ（ボツワナ、2001年8月23日から）
- ハラレ（ジンバブエ、2000年11月8日から）
- カドマ（ジンバブエ）
- ハバナ（キューバ、2001年10月23日から）
- ルサカ（ザンビア）
- リッチモンド（アメリカ合衆国、1998年3月20日から）
- 上海市（中華人民共和国、1996年6月1日から）
- ヴァンター（フィンランド、2002年8月13日から）